# Великомихайлівська селищна рада
Великомиха́йлівська се́лищна ра́да — орган місцевого самоврядування Великомихайлівської селищної громади в Роздільнянському районі Одеської області.
Колишня адміністративно-територіальна одиниця Великомихайлівського району. Реорганізована в ОМС громади — 27 листопада 2015 року.
17 липня 2020 року Великомихайлівський район був ліквідований, раду підпорядкували до Роздільнянського району.

## Склад ради
Рада складається з 26 депутатів та голови.
- Голова ради: Чебан Людмила Анатоліївна[3]
- Секретар ради: Тишлер Юрій Юрійович[4]

### Керівний склад попередніх скликань
| Прізвище, ім'я, по батькові  | Основні відомості                                                                     | Дата обрання | Дата звільнення |
| ---------------------------- | ------------------------------------------------------------------------------------- | ------------ | --------------- |
| Жарська Тетяна Володимирівна | Селищний голова, 1960 року народження, освіта вища, член Комуністичної партії України | 26.03.2006   | 31.10.2010      |
| Жарська Тетяна Володимирівна | Селищний голова, 1960 року народження, освіта вища, член Комуністичної партії України | 31.10.2010   | 25.10.2015      |
| Жарська Тетяна Володимирівна | Селищний голова, 1960 року народження, освіта вища, член Комуністичної партії України | 25.10.2015   | 25.10.2020      |
| Чебан Людмила Анатоліївна    | Селищна голова, 1972 року народження, освіта вища, позапартійна                       | 25.10.2020   |                 |

Примітка: таблиця складена за даними сайту Верховної Ради України

### Депутати
За результатами місцевих виборів 2010 року депутатами ради стали:

#### За суб'єктами висування
| Суб'єкт висування                                       | Кількість обраних депутатів | %    |
| ------------------------------------------------------- | --------------------------- | ---- |
| Самовисування                                           | 13                          | 38,2 |
| Комуністична партія України                             | 10                          | 29,4 |
| Партія регіонів                                         | 9                           | 26,5 |
| Політична партія Всеукраїнське об'єднання «Батьківщина» | 2                           | 5,9  |

#### За округами
| № округу                                                | Прізвище, ім'я, по батькові       | Дата визнання обраним | Освіта             | Партійна приналежність                        | Відомості про обраного депутата                                                                           |
| ------------------------------------------------------- | --------------------------------- | --------------------- | ------------------ | --------------------------------------------- | --- |
| Комуністична партія України                             |                                   |                       |                    |                                               | |
| 1                                                       | Черненко Людмила Леонідівна       | 04.11.2010            | вища               | член Комуністичної партії України             | Великомихайлівська селищна рада, секретар                                                                 |
| 6                                                       | Твердохлібенко Тетяна Василівна   | 04.11.2010            | вища               | позапартійна                                  | тимчасово не працює                                                                                       |
| 9                                                       | Жекю Георгій Петрович             | 04.11.2010            | середня            | позапартійний                                 | пенсіонер                                                                                                 |
| 14                                                      | Іванова Тетяна Андріївна          | 04.11.2010            | середня спеціальна | член Комуністичної партії України             | приватний підприємець                                                                                     |
| 15                                                      | Циганеску Зоя Акимівна            | 04.11.2010            | середня            | член Комуністичної партії України             | приватний підприємець                                                                                     |
| 16                                                      | Назарова Ольга Василівна          | 04.11.2010            | середня спеціальна | член Комуністичної партії України             | приватний підприємець                                                                                     |
| 22                                                      | Топольський Василь Павлович       | 04.11.2010            | середня            | член Комуністичної партії України             | пенсіонер                                                                                                 |
| 26                                                      | Струк Юрій Олександрович          | 04.11.2010            | середня спеціальна | позапартійний                                 | пенсіонер                                                                                                 |
| 27                                                      | Борох Людмила Миколаївна          | 04.11.2010            | середня спеціальна | позапартійна                                  | приватний підприємець                                                                                     |
| 33                                                      | Макаришин Микола Іванович         | 04.11.2010            | середня спеціальна | член Комуністичної партії України             | Державне підприємство "Великомихайлівське лісове господарство", лісник                                    |
| Партія регіонів                                         |                                   |                       |                    |                                               | |
| 3                                                       | Тофель Наталія Іванівна           | 04.11.2010            | вища               | член Партії регіонів                          | Великомихайлівська РДА, начальник архівного відділу                                                       |
| 18                                                      | Кравченко Валентина Олександрівна | 04.11.2010            | вища               | член Партії регіонів                          | приватний підприємець                                                                                     |
| 19                                                      | Дригова Катерина Михайлівна       | 04.11.2010            | вища               | член Партії регіонів                          | приватний підприємець                                                                                     |
| 20                                                      | Жук Парасковія Петрівна           | 04.11.2010            | середня спеціальна | член Партії регіонів                          | Великомихайлівське управління державного казначейства, інспектор                                          |
| 23                                                      | Коземерчук Віталій Вікторович     | 04.11.2010            | вища               | член Партії регіонів                          | приватний підприємець                                                                                     |
| 24                                                      | Корнєв Олег Євгенович             | 04.11.2010            | середня            | член Партії регіонів                          | Великомихайлівське автотранспортне підприємство, директор                                                 |
| 25                                                      | Дикуненко Антоніна Михайлівна     | 04.11.2010            | вища               | член Партії регіонів                          | управління праці та соціального захисту населення РДА, начальник                                          |
| 31                                                      | Бігун Володимир Степанович        | 04.11.2010            | вища               | член Партії регіонів                          | Великомихайлівська дитяча музична школа, директор                                                         |
| 34                                                      | Муравйов Сергій Іванович          | 04.11.2010            | вища               | член Партії регіонів                          | Великомихайлівське районне підприємство "Обленерго", технік - механік                                     |
| Політична партія Всеукраїнське об’єднання "Батьківщина" |                                   |                       |                    |                                               | |
| 8                                                       | Овенко Іван Андрійович            | 04.11.2010            | вища               | член Всеукраїнського об’єднання "Батьківщина" | пенсіонер                                                                                                 |
| 28                                                      | Вербовщук Алла Леонідівна         | 04.11.2010            | середня            | член Всеукраїнського об’єднання "Батьківщина" | тимчасово не працює                                                                                       |
| Самовисування                                           |                                   |                       |                    |                                               | |
| 2                                                       | Трофімов Станіслав Георгійович    | 04.11.2010            | вища               | позапартійний                                 | південна митниця Пост "Білгород-Дністровський", головний інструктор                                       |
| 4                                                       | Кузьмінська Ніна Іванівна         | 04.11.2010            | вища               | позапартійна                                  | інспекція Державного архітектурного будівництва контролю в Одеській області, головний державний інспектор |
| 5                                                       | Грушко Наталія Леонідівна         | 04.11.2010            | вища               | позапартійна                                  | Великомихайлівська податкова інспекція, інспектор                                                         |
| 7                                                       | Галанюк Віктор Вікторович         | 04.11.2010            | вища               | позапартійний                                 | ТОВ "Агро драйв", головний агроном                                                                        |
| 10                                                      | Деренько Віктор Федосійович       | 04.11.2010            | вища               | член Політичної партії "Наша Україна"         | пенсіонер                                                                                                 |
| 11                                                      | Курбатова Світлана Володимирівна  | 04.11.2010            | вища               | позапартійна                                  | Великомихайлівська ЦРЛ, лаборант                                                                          |
| 12                                                      | Волкова Галина Петрівна           | 04.11.2010            | середня спеціальна | позапартійна                                  | приватний підприємець                                                                                     |
| 13                                                      | Мрачко Павло Борисович            | 04.11.2010            | середня спеціальна | член Політичної партії "Сильна Україна"       | пенсіонер                                                                                                 |
| 17                                                      | Гордієнко Надія Володимирівна     | 04.11.2010            | вища               | позапартійна                                  | дитячий навчальний заклад "Сонечко", завідувачка                                                          |
| 21                                                      | Автеньєв Олександр Іванович       | 04.11.2010            | вища               | позапартійний                                 | Великомихайлівська ЦРЛ, заступник головного лікаря                                                        |
| 29                                                      | Швець Андрій Степанович           | 04.11.2010            | вища               | позапартійний                                 | Великомихайлівське управління пенсійного фонду України, начальник                                         |
| 30                                                      | Дацик Сергій Васильович           | 04.11.2010            | середня спеціальна | позапартійний                                 | приватний підприємець                                                                                     |
| 32                                                      | Шевченко Валерій Іванович         | 04.11.2010            | середня            | позапартійний                                 | тимчасово не працює                                                                                       |